# Gallirallus huiatua
El rascón de Niue (Gallirallus huiatua) es una especie extinta de ave gruiforme de la familia Rallidae endémica de la isla de Niue, en la Polinesia occidental. 
Este rascón no volador fue descrito en 2000 a partir de huesos subfósiles recolectados en enero de 1995 por el paleozoólogo Trevor Worthy en el yacimiento de la cueva Anakuli en el pueblo de Hakupu, en la isla de Niue. La edad de los restos oscila entre los 5300 y 3600 años de antigüedad, y proceden de un yacimiento que precede al asentamiento humano de la isla.
El nombre científico de la especie procede de la combinación de las palabras del idioma niuano hui (huesos) y atua (de la muerte).